# مدرسه بهداشت عمومی بلومبرگ جانز هاپکینز
مدرسه بهداشت عمومی بلومبرگ جانز هاپکینز (به انگلیسی: Johns Hopkins Bloomberg School of Public Health) یک مدرسه عالی بهداشت عمومی در دانشگاه جانز هاپکینز است. در یواس نیوز اند ورلد ریپورت به عنوان دومین مؤسسه مستقل و اعطاکننده مدرک در تحقیقات اپیدمیولوژی و آموزش بهداشت عمومی، و بزرگ‌ترین مرکز آموزشی بهداشت عمومی ایالات متحده، رتبه‌بندی شد و از سال ۱۹۹۴ این رتبه‌بندی را حفظ کرده‌است. همچنین در رتبه‌بندی شانگهای رتبه دوم بهداشت عمومی را در جهان دارد.